# Numitori Puil·le
Numitori Puil·le (en llatí Numitorius Puillus) era un membre de l'element dirigent de la ciutat de Fregellae que es va revoltar i va entregar la seva ciutat natal al pretor romà Luci Opimi l'any 125 aC a canvi d'obtenir la ciutadania romana.
Opimi va entrar a la ciutat i la va destruir, i Numitori va obtenir la ciutadania. La seva filla, Numitòria, es va casar amb Marc Antoni Crètic.